# ロシア連邦道路M10
ロシア連邦道路 M10（ロシアれんぽうどうろ エムじゅう、ロシア語: Федера́льная автомоби́льная доро́га М-10 «Россия»）または連邦道路ロシアは、ロシア連邦のモスクワとサンクトペテルブルクを結ぶロシア連邦道路である。モスクワ州、トヴェリ州、ノヴゴロド州、レニングラード州を経由する。総距離は706km。E105号線、E18号線、アジアハイウェイ8号線の一部である。

## 路線状況

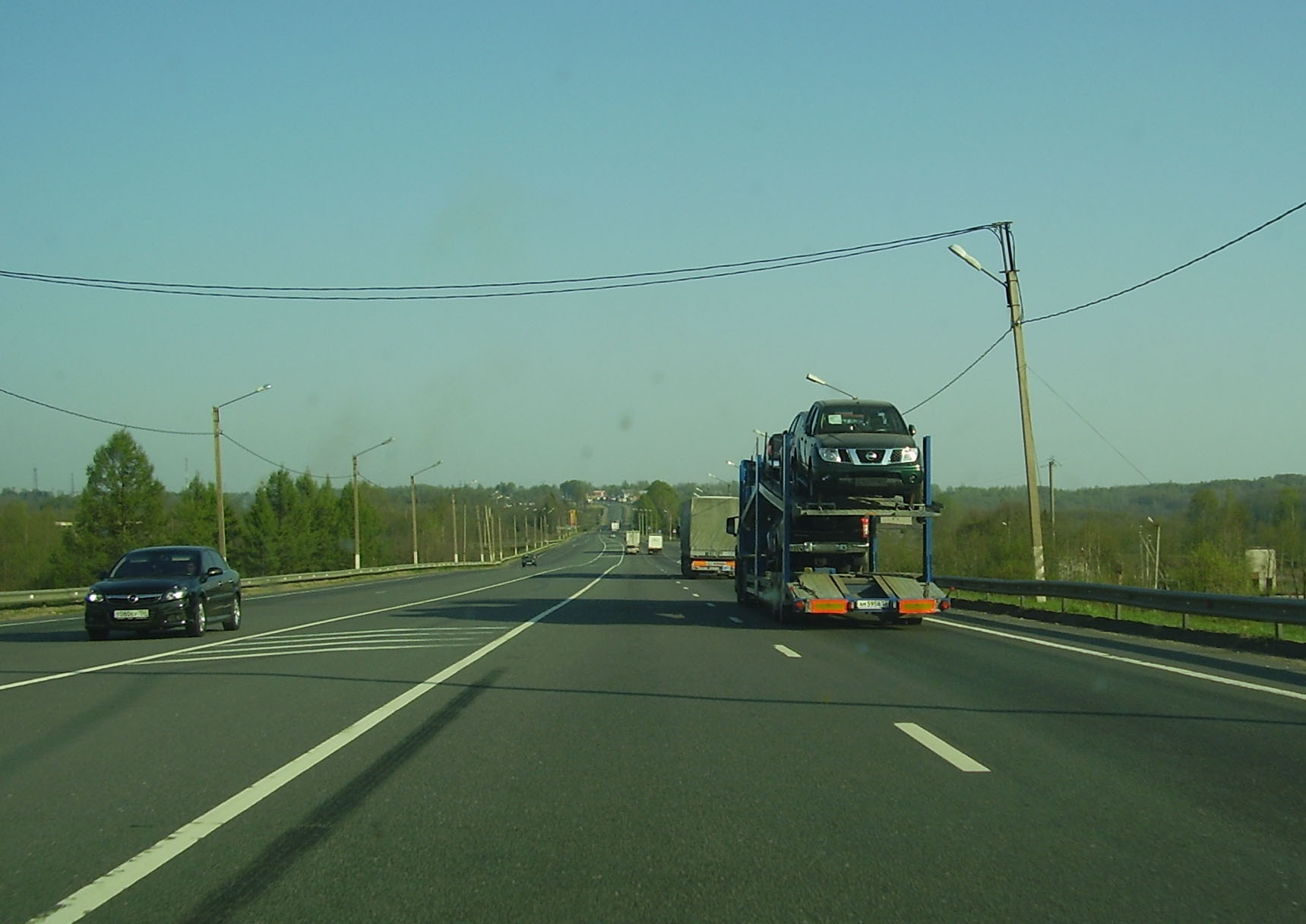
ノヴゴロド州

この区間に最初に作られた道路は1712年から1746年にかけて建設された。ほぼ全線アスファルトで舗装されており、全線を通して気温は夏19℃冬-11℃程度である。トヴェリ州の2つの橋を除きすべての橋が60トン以上の耐荷重量を持つ。広いところでは10車線、狭いところでも2車線、制限速度は遅いところで30km/h、速いところで90㎞/hとなっている。全線、ロシア民間防衛問題・非常事態・自然災害復旧省によって日本で言う緊急交通路に指定されている。モスクワ環状道路に始まり、北西に向かう。ヒムキ、ゼレノグラードを通ってトヴェリ州に入り、トヴェリ、トルジョーク、ヴイシニー・ヴォロチョークを経由する。ノヴゴロド州ではヴァルダイ、ノヴゴロド、チュドヴォを経てレニングラード州を通りサンクトペテルブルクに至る。
現在の首都と過去の首都を結ぶという性質上ルート上には数多くの集落が存在し、そのため横断歩道や幅員の減少、信号の増加などの渋滞の原因が多数あるため、バイパスとして「ロシア連邦道路M11」の建設が進んでいる。これはまたその費用を賄うため、2015年7月から一部の区間が有料となる。

建設中のM10のバイパス、M11